# Bill Cosby
Ne doit pas être confondu avec Bing Crosby.
William Cosby, Jr., dit Bill Cosby, né le 12 juillet 1937 à Philadelphie, en Pennsylvanie, est un acteur, producteur, scénariste, humoriste, compositeur et réalisateur américain.
Devenu très populaire aux États-Unis dans les années 1960, il est la vedette de sa propre sitcom, le Cosby Show, de 1984 à 1992.
Dans les années 2010, il est inculpé d'agressions sexuelles et de viols sur une cinquantaine de femmes, dont des mineures. Cependant, la plupart des faits invoqués étant prescrits, seuls ceux concernant une femme permettent sa condamnation, en 2018, à une peine de trois ans et demi d'emprisonnement ferme. Il sort de prison en 2021.

## Situation personnelle

### Origines
Bill Cosby est issu d’une famille de la classe moyenne qui glisse cependant progressivement vers la pauvreté. Son père est alcoolique et sa mère, qui travaille comme domestique, s’occupe de ses trois garçons, dont l'un est épileptique.

### Formation
Adolescent, Bill Cosby rejoint l'United States Navy, où il effectue ses études secondaires. Il termine ses études dans une école supérieure de sport à Temple, en Pennsylvanie.

### Vie privée et familiale
Bill Cosby est marié avec Camille O. Cosby, née Camille Olivia Hanks, depuis le 25 janvier 1964. Le couple a cinq enfants.
Il est également père d'une fille, Autumn Cosby, née au début des années 1970. Il entretenait une liaison avec la mère de celle-ci, qu’il a cependant droguée pour la violer. En 1997, Autumn Cosby est condamnée pour avoir tenté de faire chanter son père, lui demandant une somme d'argent en échange de ne pas révéler l'histoire de sa conception à la presse à scandale.
En 1997, son seul fils, Ennis, alors âgé de vingt-sept ans, est tué par balle sur une autoroute du sud de la Californie alors qu'il change un pneu de voiture.

## Carrière professionnelle

### Débuts
Bill Cosby tient d’abord un café-bar, où son humour et son esprit sont remarqués au contact des clients.
Il se met ensuite à l'écriture, à la production et à la composition, avec en 1990 Ghost Dad, où l'on retrouve aussi Sidney Poitier.
Au début des années 1960, Bill Cosby commence en tant qu'humoriste de stand-up. Il se produit dans de nombreuses villes et, en 1963, se fait connaître du pays entier en apparaissant dans The Tonight Show. En 1965, il est la vedette de la série télévisée Les Espions (I Spy), où il joue l'un des rôles principaux.

### Ascension et succès
Au vu de sa réussite à la télévision, Bill Cosby décide de se lancer dans le cinéma. Lors de ses débuts, il est le partenaire de Sidney Poitier dans ses comédies. Il est aussi derrière la caméra avec Uptown Saturday Night en 1974. Mais il est surtout remarqué pour son jeu dans les comédies, celle de Peter Yates Ambulances tous risques en 1976, ou California Hôtel de Herbert Ross en 1978, dans laquelle il joue aux côtés de Jane Fonda, Michael Caine et Walter Matthau.
En 1984, il lance un sitcom, interprété seulement par des Noirs, qui devient un véritable succès : le Cosby Show. La série connaît plusieurs dérivés, dont un dessin animé. La série prend fin en 1992.

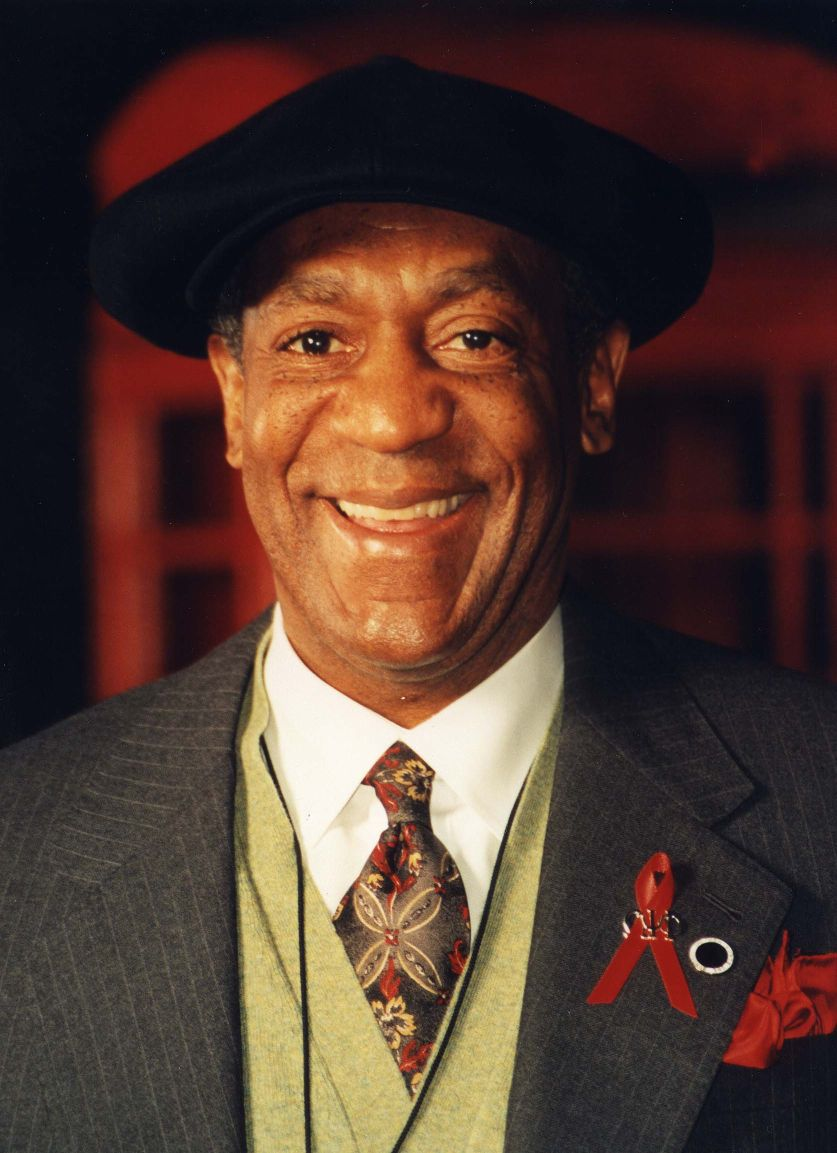
Bill Cosby en 1997.

En 1987, son long métrage Leonard Part 6, élu pire film de l'année et considéré comme l'un des moins bons longs métrages de l'histoire du cinéma américain lui fait perdre son image. En 1996, il essaie un retour avec Jack, où il incarne le personnage de Lawrence Woodruff, aux côtés de Robin Williams, de Jennifer Lopez et de Diane Lane, mais ce film ne réussit pas à lui redonner son prestige passé. En 1997, avec le meurtre de son fils Ennis, il tombe dans une dépression.

### Icône noir-américaine
Bill Cosby est le premier Noir-américain à avoir réussi à se faire une image durable dans le monde du cinéma et de la télévision, devenant une personnalité influente de ces secteurs.
En 1965, avec Les Espions, il devient le premier Noir-américain à apparaître en vedette dans une série télévisée américaine. Avec le Cosby Show, il est le premier Noir-américain à créer un sitcom, où sont uniquement présents des Noirs.
Le 17 mai 2004, alors qu'il reçoit un prix à une cérémonie du National Association for the Advancement of Colored People, il prononce un discours dans lequel il critique le fait que les Noirs-Américains font trop d'enfants, cause selon lui de la pauvreté de la communauté noir-américaine. Il sillonne ensuite le pays, où il enchaîne des conférences visant à les responsabiliser, non sans provoquer des critiques. Auteur de Bill Cosby a-t-il raison ?, le sociologue Michael Eric Dyson note plusieurs années plus tard que « si ce dont on l'accuse est vrai [les agressions sexuelles], alors j'ai le sentiment qu'il cherche à faire diversion de ses propres fautes et faiblesses morales en pointant du doigt celles des autres ».

## Affaires judiciaires

### Succession d’accusations
Bill Cosby est d’abord poursuivi pour avoir, au début de l’année 2004, agressé sexuellement à son domicile, situé dans la banlieue de Philadelphie (nord-est), la coach sportive canadienne Andrea Constand, à qui il avait fait préalablement consommer de l'alcool et des pilules de Quaaludes, un puissant sédatif. En 2006, il obtient un non-lieu dans le procès ayant suivi après un arrangement financier entre l'accusé et sa victime.
À la suite de ce procès, treize autres potentielles victimes se manifestent et accusent à leur tour Bill Cosby de les avoir droguées, puis d'avoir abusé d'elles,,, affaires remontant jusqu'aux années 1960.
Sandra Theodore, une ex playmate et petite amie de Hugh Hefner, a accusé Cosby dans une interview télévisée d’être souvent venu au manoir Playboy pour y abuser des playmates que lui fournissait son ami Hefner après les avoir droguées.
Le 16 octobre 2014, l'humoriste Hannibal Buress relance l'intérêt des médias au sujet de ces scandales en faisant un sketch où il déclame : « Bill Cosby a la personnalité typique du putain de vieux Noir prétentieux que je déteste. Il passe à la télé pour dire « Remontez vos pantalons, les Noirs ! Je peux me permettre de vous regarder de haut parce que j'ai eu une sitcom à succès dans les années 1980 ! ». Oui mais tu violes des femmes, Bill Cosby, donc rabaisse un peu ton caquet ». À la suite de ce sketch, de nouvelles femmes se manifestent.

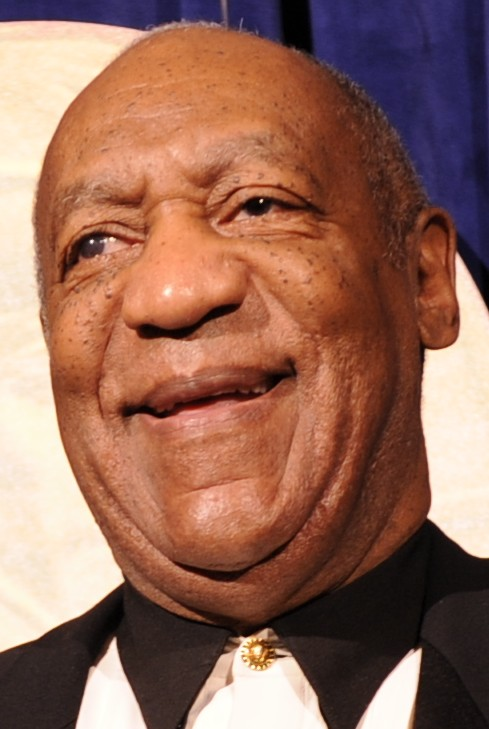
Bill Cosby en 2010.

Le 7 juillet 2015, des aveux datant de 2005 sont rendus publics : l’humoriste avoue devant l'avocate d'une des victimes qu'il est bel et bien l'auteur d'un viol à son encontre, en 1976 ; il lui aurait administré du Quaalude, alors qu'elle lui rendait visite en coulisse, avant d’abuser d’elle alors inconsciente. Il admet également avoir drogué d'autres femmes mais déclarera plus tard qu'il a confondu le mot femme (« woman ») au singulier avec le mot femmes (« women ») au pluriel, contredisant ainsi ladite déclaration faisant état de l'agression de plusieurs femmes, une cinquantaine au total selon les différentes accusations de victimes présumées,,.
En juin 2023, un nouveau procès est intenté contre Bill Cosby par le mannequin Playboy Victoria Valentino, l'accusant de l'avoir droguée et violée en 1969.

### Inculpations et emprisonnement
Le 30 décembre 2015, Bill Cosby est inculpé d'agression sexuelle et de viol sur une cinquantaine de femmes.
Le procès pénal pour agression sexuelle de Bill Cosby commence le 5 juin 2017. Le 17 juin, le procès est annulé, faute d'unanimité du jury. Bill Cosby est finalement reconnu coupable d'agression sexuelle le 26 avril 2018 par un jury populaire de Pennsylvanie, au terme de près de trois semaines de procès. À la suite de cette décision, l'université de Yale lui retire son doctorat honoris causa qui lui avait été remis en 2003.
Le 25 septembre 2018, un juge ordonne une peine de trois à dix ans de prison à son encontre pour avoir drogué et agressé sexuellement Andrea Constand en 2004. Le 30 juin 2021, après une lecture de 79 pages, la cour suprême de Pennsylvanie annule finalement cette peine pour une raison de procédure judiciaire. Il est libéré le jour même,.
Le procureur de Montgomery a saisi la Cour suprême afin de rouvrir le dossier, mais cette dernière a définitivement classé l'affaire le 7 mars 2022.
En juin 2022, il est reconnu coupable par un tribunal en Californie d'agression sexuelle sur une adolescente. Les faits datent de 1975. C'est l'unique condamnation valide contre l'acteur, sur une soixantaine d'autres accusations.
Le film d'horreur Bill Huckstabelle : Serial Rapist de 2015 est inspiré de cette histoire.

## Filmographie

### Acteur

#### Cinéma
- 1971 : Man and Boy : Caleb Revers
- 1972 : Requiem pour des gangsters (Hickey & Boggs) : Al Hickey
- 1974 : Uptown Saturday Night (en) de Sidney Poitier : Wardell Franklin
- 1975 : Let's Do It Again (en) de Sidney Poitier : Billy Foster
- 1976 : Ambulances tous risques (Mother, Jugs & Speed) : Mère
- 1977 : A Piece of the Action : Dave Anderson
- 1978 : California Hôtel (California Suite) : Visiteurs de Chicago - Dr Willis Panama
- 1981 : Max et le Diable (The Devil and Max Devlin) : Barney Satin
- 1987 : Leonard Part 6 : Leonard Parker
- 1990 : Papa est un fantôme (Ghost Dad) : Elliot Hopper
- 1993 : Meteor Man : Marvin
- 1996 : Jack : Lawrence Woodruff
- 2003 : Baadasssss! de Mario Van Peebles : lui-même (caméo)
- 2004 : Fat Albert : lui-même

#### Télévision
- 1965-1968 : Les Espions (I Spy, série télévisée) : Alexander « Scotty » Scott
- 1969-1971 : The Bill Cosby Show (série télévisée) : Chet Kincaid
- 1970 : Dick Van Dyke Meets Bill Cosby (TV) : invité
- 1971-1973 : The Electric Company (série télévisée) : divers personnages (1971-1973)
- 1972 : To All My Friends on Shore (TV) : Bleu
- 1972 : T'as l'bonjour d'Albert (série télévisée) : narrateur / Fat Albert / Bill / Mushmouth / Mudfoot / Brown Hornet (voix)
- 1972 : The New Bill Cosby Show (série télévisée) : narrateur
- 1974 : Journey Back to Oz de Hal Sutherland : Le magicien d'Oz (version TV)
- 1976 : Cos (série télévisée) : invité
- 1977 : The Fat Albert Christmas Special (TV) : Fat Albert / Mushmouth / Bill / Mudfoot Brown (voix)
- 1978 : Top Secret (TV) : Aaron Strickland
- 1984-1992 : Cosby Show (The Cosby Show) (série télévisée) : Dr Cliff Huxtable
- 1991 : Sinbad and Friends: All the Way Live... Almost! (TV) : Dieu (voix)
- 1994 : The Cosby Mysteries (TV) : Guy Hanks
- 1994 : I Spy Returns (TV) : Alexander Scott
- 1994-1995 : The Cosby Mysteries (série télévisée) : Guy Hanks
- 1996-2000 : Cosby (Cosby) (série télévisée) : Hilton Lucas

### Producteur
- 1968 : The Door (court métrage)
- 1971 : The Bill Cosby Special, or? (TV)
- 1972 : To All My Friends on Shore (TV)
- 1972 : Man and Boy
- 1977 : The Fat Albert Christmas Special (TV)
- 1983 : Bill Cosby: Himself
- 1987 : Bill Cosby: 49 (vidéo)
- 1987 : Leonard Part 6
- 1994 : I Spy Returns (TV)
- 1996 : Cosby (Cosby) (série télévisée)
- 1999 : Bill junior (Little Bill) (série télévisée)
- 2000 : Les Chemins de la dignité (Men of Honor)
- 2002 : The Cosby Show: A Look Back (TV)
- 2004 : Fatherhood (série télévisée)
- 2004 : Fat Albert

### Scénariste
- 1971 : The Bill Cosby Special, or? (TV)
- 1983 : Bill Cosby: Himself
- 1987 : Bill Cosby: 49 (vidéo)
- 1996 : Bill Cosby: Mr. Sapolsky, with Love (vidéo)
- 2002 : The Cosby Show: A Look Back (TV)
- 2004 : Fat Albert

### Compositeur
- 1983 : Bill Cosby: Himself
- 1972 : To All My Friends on Shore (TV)
- 1994 : The Cosby Mysteries (TV)
- 1994 : The Cosby Mysteries (série télévisée)
- 1999 : Bill junior (Little Bill) (série télévisée)

### Réalisateur
- 1969 : The Bill Cosby Show (série télévisée)

## Récompenses et nominations
- Médaille présidentielle de la Liberté en 2002. Il n'existe pas de procédures pour révoquer un lauréat[25].

### Emmy Awards
- 1966 : Meilleur acteur dramatique pour I Spy
- 1967 : Meilleur acteur dramatique pour I Spy
- 1968 : Meilleur acteur dramatique pour I Spy
- 1970 : Nommé pour la meilleure comédie, meilleure nouvelle série et meilleur acteur pour The Cosby Show
- 2003 : Bob Hope Humanitarian Award (en) pour sa carrière

### Golden Globes
- 1967 : Nommé pour le meilleur acteur de télévision pour I Spy
- 1973 : Nommé pour le meilleur acteur de télévision pour The Cosby Show
- 1985 : Meilleur acteur de télévision pour The Cosby Show
- 1986 : Meilleur acteur de télévision pour The Cosby Show
- 1987 : Meilleur acteur de télévision pour The Cosby Show

### Razzie Awards
- 1988 : Pire film, pire scénario avec Jonathan Reynolds et pire acteur pour Leonard Part 6